# Walter von Soosten
Walter von Soosten (* 14. Mai 1895 in Pasewalk; † 1945 in Jugoslawien) war ein deutscher SS-Obersturmführer und leitender Beamter der Schutzpolizei zur Zeit des Nationalsozialismus.

## Leben
Soosten, dessen Vater Mittelschullehrer war, schloss seine Schullaufbahn am Gymnasium mit dem Abitur ab. Als Soldat nahm Soosten am Ersten Weltkrieg teil. Nach Kriegsende schloss er sich 1919 dem württembergischen Freikorps Haas unter Otto Haas an, mit dem er an der Niederschlagung der Münchner Räterepublik teilnahm. Danach trat er in den Polizeidienst ein. Soosten wurde Anfang März 1933 Mitglied der NSDAP (Mitgliedsnummer 1.494.744) und trat Anfang Mai 1939 der SS bei (SS-Nummer 327.413). Bei der Polizei und der SS stieg Soosten im März 1941 bis zum SS-Obersturmführer auf.
Nach Ausbruch des Zweiten Weltkrieges war Soosten ab Oktober 1939 Kommandeur des Polizeibataillons 122 und danach von November 1940 bei den Polizeiverwaltungen in Dortmund und Saarbrücken tätig. Im November 1941 wurde er als Polizeimajor Kommandeur der Ordnungspolizei in Lublin. Dort setzte Soosten den sogenannten „Schießbefehl“ Karl Eberhard Schöngarths um, wonach außerhalb der Ghettos angetroffene Juden standrechtlich erschossen werden sollten. Anfang Juni 1942 wurde Soosten Kommandeur der Ordnungspolizei in Lemberg und löste in dieser Funktion Joachim Stach ab. Unter dem überzeugten Nationalsozialisten Soosten wurde die Ordnungspolizei im Distrikt Galizien in die Durchführung des Holocaust integriert.
Im August 1943 wechselte Soosten nach Wien und war zwischen März 1944 und Mai 1944 beim Polizeibataillon 3 leitend tätig. Im Mai 1944 wurde Soosten Befehlshaber der Ordnungspolizei in Jugoslawien. Soosten geriet in jugoslawische Gefangenschaft, in der er noch 1945 starb.